# Restaurant Rincón de Diego
El Rincón de Diego és un restaurant de Cambrils, Costa Daurada, guardonat amb una estrella Michelin l'any 2005.
Es va inaugurar el març del 1983 i va canviar d'ubicació (Cr. Drassanes, 19) l'any 2010. El propietari i cuiner és Diego Campos, amb la seva esposa Montserrat Albiol com a cap de sala i Patrícia Rodríguez al celler. Ofereix una carta amb plats de cuina creativa de peix i marisc de qualitat i no només cuida la carta sinó també la decoració, ja que per les seves parets s'hi poden trobar obres de pintors catalans.
Cada mes d'octubre celebra unes Jornades Gastronòmiques i participa habitualment en les Jornades d'aquestes característiques que se celebren a Cambrils. Diego Campos, així mateix, assessora el seu fill Rubén Campos, que dirigeix el Restaurant Club Nàutic també a Cambrils.
Diego Campos defineix la seva cuina com a creativa i amb molta imaginació, tot intentant que els seus plats siguin acolorits per a resultar atractius, però sense descuidar la matèria primera, que és la base i procura que sigui de molta qualitat.